# Pete St. John
Pete St. John (født Peter Mooney 1932 i Dublin, død 12. marts 2022 i Dublin) var en irsk folkemusiker og singer-songwriter., der er bedst kendt for at have skrevet "The Fields of Athenry".
St. John komponerede en række moderne ballader som "The Rare Ould Times" og "The Ferryman", der er blevet indspillet af en række kunstnere, heriblandt The Dubliners, James Last, Paddy Reilly og Mary Black. En udgave af "The Rare Ould Times", der blev indsunget af Danny Doyle, tilbragte 11 uger på Irish Singles Chart, og nåede førstepladsen i 1978. St. Johns sange, inklusive "The Rare Ould Times", udtrykker stort savn efter gamle ting som altid har været (eksempelvis tabet af Nelson's Pillar og Metropole Ballroom, to symboler på det gamle Dublin).
St John vandt adskillige priser, inklusive Irish Music Rights Organisation "Irish Songwriter of the Year".
Han døde i Dublin d. 12. marts 2022, i en alder af 90 år. Efter hans begravelse optrådte Paddy Reilly og Glen Hansard med "Fields of Athenry" i Beaumont House i Dublin som hyldest til ham.